# Strip Poker: A Sizzling Game of Chance
Strip Poker: A Sizzling Game of Chance (traducibile come "un eccitante gioco d'azzardo") è un videogioco di strip poker pubblicato nel 1982 per Apple II e convertito successivamente per diversi altri home computer, anche con il titolo semplificato Strip Poker. Si presume sia il primo videogioco di strip poker mai pubblicato per personal computer, poi seguito da molti altri.
Mette a disposizione due avversarie, realizzate con disegni, ma a seconda della piattaforma esistono fino a 5 Data Disk di espansione con altre due avversarie ciascuno (due uomini, nel Data Disk 2).
Fu anche il primo di una serie di Strip Poker pubblicati dal produttore Artworx; i successivi Strip Poker II (1988), Strip Poker III (1991) e Strip Poker Professional (1994) mostrano fotografie digitalizzate delle avversarie.

## Modalità di gioco
Il gioco simula il poker tradizionale all'americana, con tutte le 52 carte del mazzo e senza necessità di una combinazione minima per aprire. La partita è sempre a due, tra il giocatore e un'avversaria controllata dal computer. Nel disco di base sono disponibili Melissa e Suzi, diverse nella strategia di gioco oltre che nell'aspetto (Melissa è più abile), altri avversari sono contenuti nei Data Disk.
Buona parte dello schermo è dedicata alla grafica statica dell'avversaria, mentre in basso vengono mostrate le carte del giocatore.
All'inizio della partita entrambi i contendenti hanno 100$ e a ogni mano devono piazzare un invito di 5$. La puntata minima è 5$ e la massima 25$. Chi perde i 100$ deve togliere un vestito per ottenerne altri 100, ma può recuperarlo se rivince il denaro; bisogna conquistare cinque vestiti consecutivi per arrivare alla nudità e completare il gioco.
In tutte le versioni, tranne quella DOS, è disponibile un modesty switch ovvero un pulsante per nascondere rapidamente l'immagine in situazioni imbarazzanti.